# قائد سرية بالنيابة
قائد السرية بالنيابة هي رتبة ادارية في الجيش وهو المسؤول الثاني عن قيادة السرية وتدريبها للعمليات وقيادتها في المهام .

## مهام
تعتبر سرية المشاة اصغر وحده في المشاة ذات اكتفاء ذاتي من الناحية التعبوية، وتتكون قيادة السرية من
1- قائد السرية هو المسئول الأول عن قيادة السرية وتدريبها للعمليات وقيادتها في المهام .
2- قائد ثاني للسرية (قائد سرية بالنبابة )جاهز كبديل  لقائد سرية ويقوم بالإشراف على التدريب .
3- رقيب أول السرية يقوم على عاتقه كافة الشئون الإدارية للسرية . 
4- رقيب ش .أ السرية مسئول عن مكاتبات السرية وبعض اللوازم التنظيمية لقائد ثاني السرية  .
5- فرد طبي السرية المتابعة الصحية
6- 2 فرد إشارة لمتابعة الاتصالات الخاصة بالسرية .
ويعتبر قائد سرية بالنيابة (شاف كومباني) المسؤول الثاني عنها بعد قائد السرية
عادة مايكون قائد سرية بالنيابة ضابط احتياط أو ضابط صف احتياط ويؤدي هذه مهمة اثناء الخدمة العسكرية (خدمة العلم )

## ضابط في الإدارة
- ضابط إداري
- ضابط جودة

## مهام ضباط وصف ضباط
- ضابط خفارة. بارمانوس
- قائد فصيلة. شاف سيكسيون
- قائد فصيلة الطوارئ .شاف بيكي
- قائد سرية بالنيابة. شاف كومباني
- قائد متن .شاف دوبور